# عتبة بن غزوان

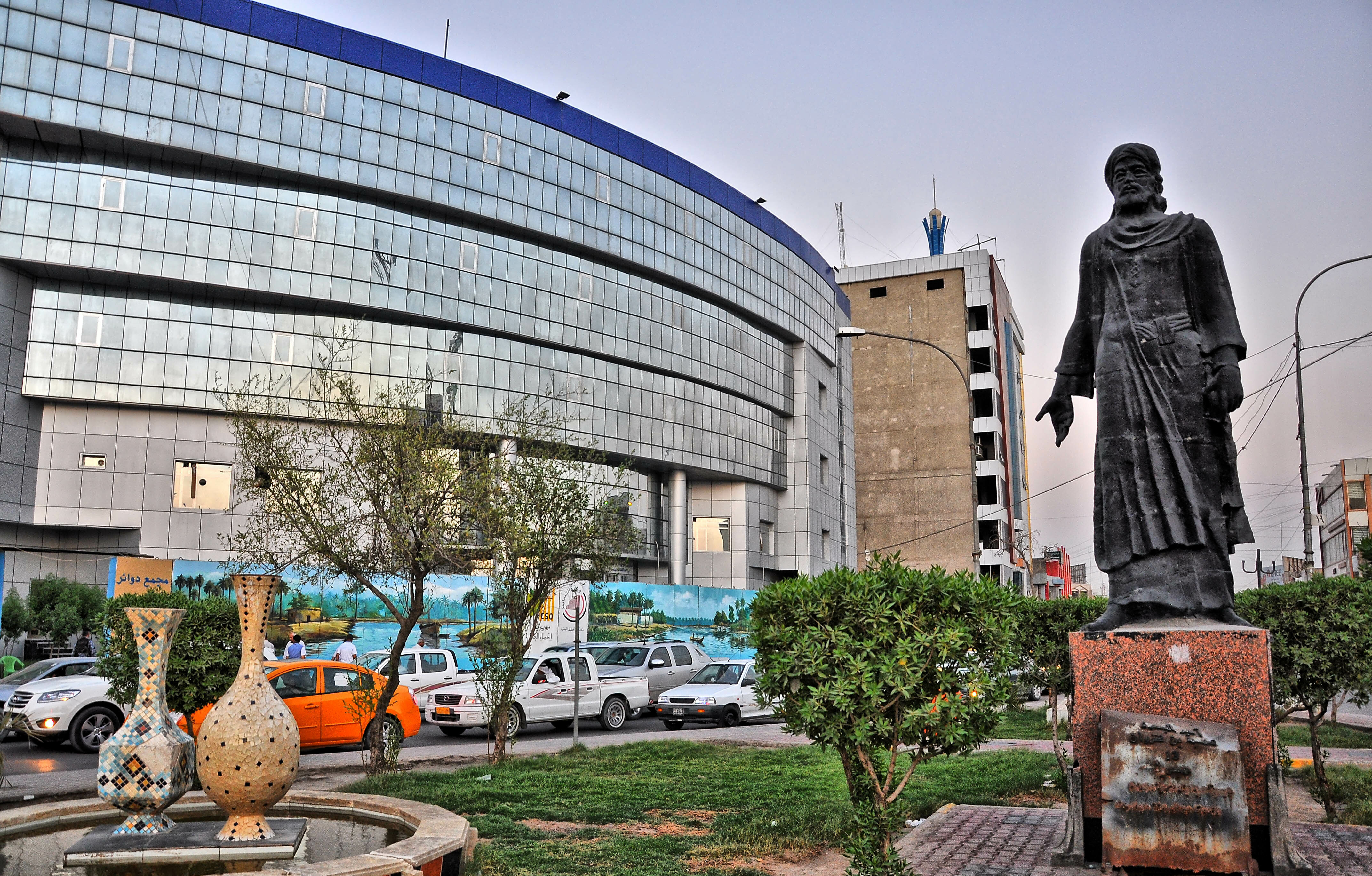
مجسمه عتبة بن غزوان در بصره

عُتبة بن غزوان از اصحاب مشهور محمد پیامبر اسلام بود. او در هجرت محمد به حبشه شرکت کرد، ولی بازگشت تا پیش از هجرت دوم به مدینه با محمد در مکه باشد. او در غزوه بدر (۶۲۴)، غزوه احد (۶۲۵)، و غزوه خندق (۶۲۷)، و بسیاری از نبردهای دیگر از جمله نبرد یمامه جنگید.